# Як я зустрів вашу маму
«Як я зустрів вашу маму» (англ. How I Met Your Mother) — американський комедійний серіал, створений Крейгом Томасом та Картером Бейзом. Прем'єра — 19 листопада 2005 на каналі CBS. Сюжет побудовано у формі розповіді головного героя — Теда Мосбі, котрий у 2030 році розповідає дітям про події зі свого життя та з життя своїх друзів у Нью-Йорку 2000-х років і раніше.
Серіал — володар семи премій «Еммі» (зокрема — як «Найкращий комедійний серіал»), а також удостоєний низки премій: «Teen Choice Awards», «Вибір народу» (People's Choice Awards) «Вибір критиків» (Broadcast Film Critics Association Awards).
Трансляція останнього, 9-го сезону почалася 23 вересня 2013 року, прем'єра заключного епізоду відбулася 31 березня 2014 року.

## Персонажі серіалу

### Головні герої

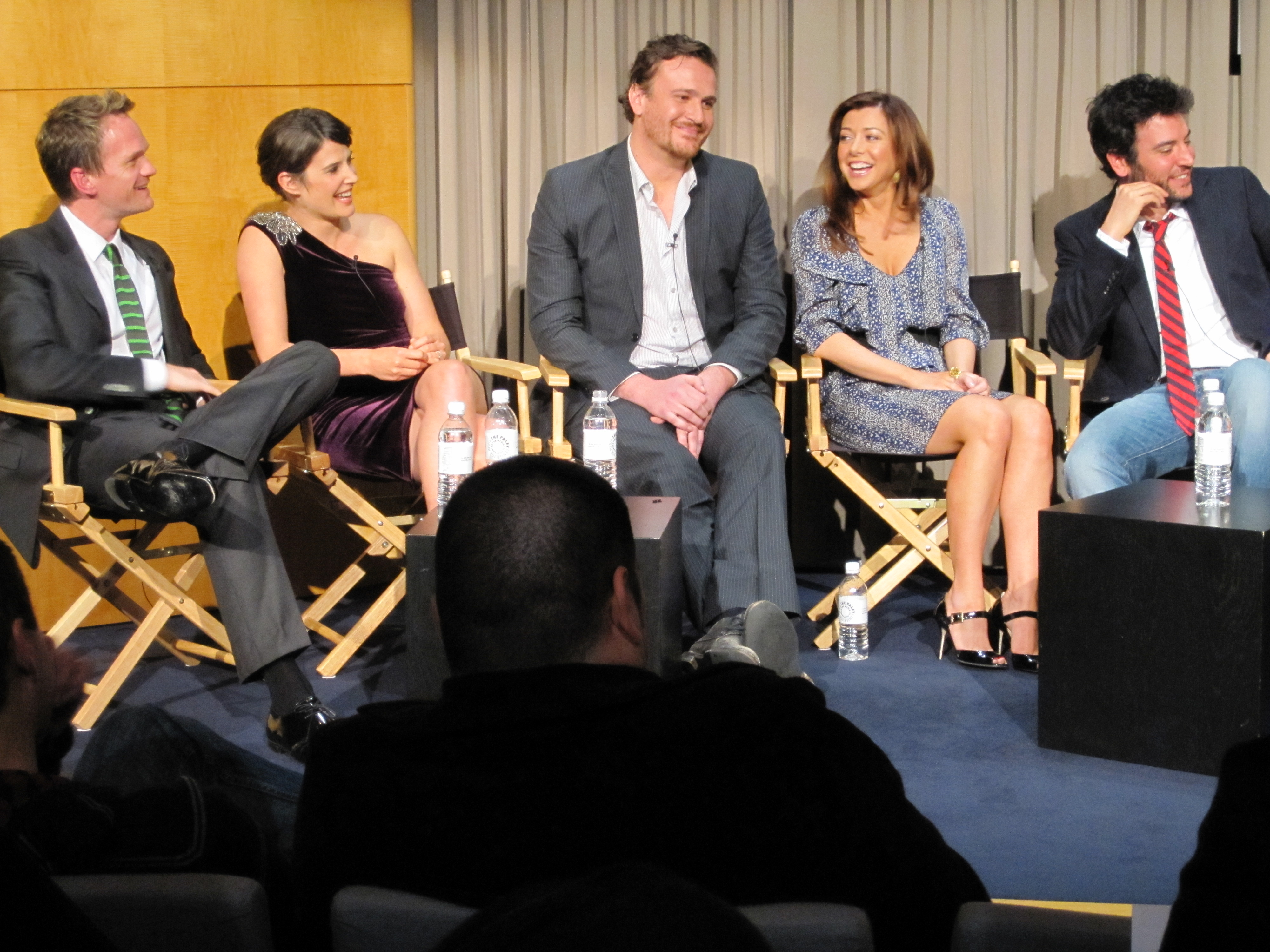
Виконавці головних ролей на заході, присвяченому виходу сотої серії. Зліва направо: Ніл Патрік Гарріс, Кобі Смолдерс, Джейсон Сігел, Елісон Ганніган, Джош Реднор.

- Тед Мосбі (англ. Theodore Evelyn Mosby, актори — Джош Реднор (наш час) та Боб Сагет (2030, озвучка). Тед — головний герой серіалу. Народився 25 квітня 1978 року[1] в місті Шейкер-Гайтс, штат Огайо, США. Закінчив Весліанський університет, штат Коннектикут за спеціальністю архітектор. Працює архітектором, пізніше викладачем в університеті. У 2030 році має двох дітей (хлопчика і дівчинку).
- Робін Щербатськи (англ. Robin Charles Scherbatsky, Jr., акторка — Кобі Смолдерс). Повне ім'я — Робін Чарльз Щербатськи молодший (батько хотів сина). Народилась 23 липня 1980 року в Канаді. Її батько дуже хотів сина, тому Робін виховувалась як хлопчик — полюбляє віскі, сигари, зброю та хокей. Підлітком була канадською поп — зіркою із сценічним ім'ям Робін Спарклз. Під кінець серіалу зробила успішну кар'єру телеведучої і репортера.
- Маршалл Еріксен (англ. Marshall Eriksen, актор — Джейсон Сіґел). Народився в 1978 році в місті Сент-Клауд, штат Міннесота, США. Маршалл познайомився з Тедом у перший день свого перебування в коледжі, де вони були сусідами по гуртожитку, надалі разом винаймали житло. Він ріс разом з трьома братами, з якими влаштовував бої без правил. Хоча і володіє значною фізичною силою, проте намагається уникати конфліктів. Зустрічається з Лілі, пізніше з нею і одружується. За освітою юрист, мріє займатись охороною навколишнього середовища. У кінці серіалу став верховним суддею штату Нью-Йорк.
- Лілі Олдрін (англ. Lily Aldrin, акторка — Елісон Ганніган). Народилась у 1978 році в Брукліні, Нью-Йорк. Познайомилась з Маршаллом і Тедом під час навчання у коледжі, де вони були сусідами по гуртожитку. Наприкінці другого сезону виходить заміж за Маршалла. Працює вихователькою в дитячому садку, захоплюється малюванням, проте її картини не користуються успіхом.
- Барні Стінсон (англ. Barney Stinson, актор — Ніл Патрік Гарріс). Народився в 1975 році. Надає величезне значення зовнішньому вигляду та завжди носить костюм. Його коронним висловом є «Legen… wait for it… dary!» (укр. Леген… зачекай, зачекай… дарно). Барні — переконаний холостяк та невиправний ловелас. Мав сексуальний зв'язок з понад 200 жінками. Вважає себе найкращим другом Теда. Написав «Кодекс братана».
- Трейсі МакКоннелл (англ. Tracy McConnell, акторка — Крістін Міліоті). Трейсі — майбутня дружина Теда Мосбі та мати його дітей.

### Другорядні герої
- Пенні та Люк Мосбі — майбутні діти Теда (2005—2014), актори — Ліндсі Фонсека (Пенні) та Девід Хенрі (Люк).
- Карл МакЛарен — бармен та власник бару MacLaren's (2005—2007, 2009—2011, 2013, 2014), актор — Джо Нівс.
- Ранжит Сінх — таксист (2005—2014), актор — Маршалл Манеш.
- Вікторія — дівчина Теда (2006, 2011, 2012, 2014), акторка — Ешлі Вільямс.
- Стелла Зінман — наречена Теда (2008, 2009, 2014), акторка — Сара Чок.
- Нора — колишня дівчина Барні, співробітниця Робін (2011, 2014), акторка — Назанін Бон'яді.
- Кевін Венкатарагаван — колишній хлопець Робін, психотерапевт (2011, 2012, 2014), актор — Кел Пенн.
- Квінн Гарві — наречена Барні, стриптизерка (2012, 2013), акторка — Бекі Ньютон.
- Джеймс Стінсон — брат Барні по матері (2006, 2007, 2010, 2011, 2013, 2014), актор — Вейн Бреді.
- Бред Морріс — один з найкращих друзів Маршалла (2006, 2007, 2009, 2012), актор — Джо Манганьєлло.
- Клавдія та Стюарт Бауерси — близькі друзі Теда (2006—2008, 2010, 2012, 2013), актори — Вірджинія Вільямс (Клавдія) та Метт Борен (Стюарт).
- Венді — офіціантра у барі MacLaren's (2005—2011), акторка — Шарлін Амойя.
- Зої Пірсон — активістка руху проти закриття «Аркадіана», подруга Теда (2010, 2011, 2014), акторка — Дженніфер Моррісон.
- Джордж ван Смут, більш відомий під іменем Капітан — колишній чоловік Зої (2010, 2011, 2013, 2014), актор — Кайл Маклаклен.
- Дон Френк — колишній хлопець Робін, телеведучий (2009, 2010), актор — Бенджамін Колдайк.
- Лоретта Стінсон — мати Барні та Джеймса (2009—2014), акторка — Френсіс Конрой.
- Джером Віттакер — біологічний батько Барні (2011, 2013, 2014), актор — Джон Літгоу.
- Міккі Олдрін — батько Лілі (2009, 2011, 2012, 2014), актор — Кріс Елліотт.
- Марвін Еріксен — батько Маршалла (2005, 2009—2012, 2014), актор — Білл Фагербаккі.
- Джуді Еріксен — мати Маршалла (2005, 2006, 2009—2014), акторка — Сьюзі Блексон.
- Адам «Панчі» Панчарелло — шкільний друг Теда (2008, 2010, 2011), актор — Кріс Романо.
- Вірджинія Мосбі — мати Теда (2006, 2010, 2011, 2013, 2014), акторка — Крістін Роуз.
- Альфред Мосбі — батько Теда (2006, 2011), актор — Майкл Гросс.
- Ванесса Лі Честер

## Сюжет

### Сезон 1
У 2030 році Тед Мосбі розповідає своїй дочці та сину історію про те, як він зустрів їх маму.
Сезон починається у 2005 році в Нью-Йорку, де 27 річний неодружений архітектор Тед Мосбі (Джош Реднор) проживає зі своїми найкращими друзями по коледжу: Маршаллом Еріксеном (Джейсон Сіґел) та Лілі Олдрін (Елісон Ганніган). Лілі і Маршалл зустрічалися вже майже дев'ять років, коли Маршалл, нарешті, запропонував одружитися. Ця подія змушує Теда замислитись про пошук і своєї другої половинки, що викликає невдоволення іншого найкращого друга Теда — Барні Стінсона (Ніл Патрік Гарріс). Барні — ловелас, який вдається до різноманітних хитрощів, включно з перевдяганням та використанням фальшивих особистостей, заради того, щоби затягнути до ліжка чергову жінку, яку одразу ж і кидає.
Тед починає пошуки своєї ідеальної другої половинки і зустрічає амбітну молоду репортерку з Канади Робін Щербацьки (Кобі Смолдерс), в яку одразу ж і закохується. Проте, Робін не хоче одразу починати стосунки, і вони вирішують залишитись друзями. Майбутній Тед вказує на те, що Робін не буде його дружиною, представивши її своїм дітям, як «тітку Робін».
Тед починає зустрічатися з пекарем Вікторією (Ешлі Вільямс), яку він зустрічає на весіллі друга. Це призводить до ревнощів зі сторони Робін, і дає їй зрозуміти про почуття до Теда. Незабаром Вікторія виграє стипендію на навчання і переїжджає до Німеччини. Тед і Вікторія вирішують підтримувати стосунки на відстані. Одного разу Тед дізнається, що Робін має почуття до нього, і він говорить, що порвав з Вікторією, хоча цього і не робив. Випадково, Робін дізнається про обман Теда, що її дуже розлютило. Проте після остаточного розриву стосунків між Тедом і Вікторією, Робін погодилась зустрічатись з Тедом.
Тим часом, Лілі починає замислюватись про те, що вона втратила безліч можливостей, через її стосунки з Маршаллом. Вона вирішує поїхати на мистецькі курси в Сан-Франциско, остаточно розійшовшись із Маршаллом. Сезон закінчується тим, що Тед повертається в квартиру, після першої ночі, проведеної з Робін, і знаходить спустошеного Маршалла, який сидить під дощем з обручкою Лілі.

### Сезон 2
Тед і Робін тепер зустрічаються. Розчарований Маршалл намагається продовжити своє життя без Лілі. Барні, використовуючи хитрі прийоми, намагається познайомити Маршалла з іншими жінками. Лілі розуміє, що їй не дано бути художницею і вона їде назад до Нью-Йорку. Вона повертається до Маршалла і в кінці сезону в них відбувається весілля.
Друзі дізнаються, що у Барні є чорний брат, гей по імені Джеймс (Вейн Бреді), а Робін була канадською поп-зіркою. Барні вважає, що Боб Баркер його батько і здійснює подорож до Каліфорнії, аби зустрітись з ним на Телешоу.
В кінці сезону Тед розповідає Барні, що він вже розійшовся із Робін, через розбіжності у поглядах про одруження та дітей. Вони про це нікому не розповідали, щоби не псувати весілля Маршала і Лілі. Сезон закінчується тим, що Барні пропонує Теду стати його «другим пілотом». Тед погоджується і Барні відповідає: " Це буде леген… зачекай, зачекай… дарно! "

### Сезон 3
Робін повернулась із подорожі в Аргентину зі своїм новим бойфрендом Гаелем (Енріке Іглесіас), і Тед повинен поводити себе лише, як друг, спостерігаючи за їх стосунками. Врешті-решт Робін кидає Гаеля. Лілі і Маршалл вирішили придбати власну квартиру. Робін дізнається, що через шопоголізм в Лілі поганий кредитний рейтинг, і змушує розповісти її про це Маршаллу. Попри це, вони купують квартиру своєї мрії. Згодом вони виявляють, що квартира знаходиться в районі каналізаційних очисних споруд і в неї крива підлога.
Тед намагається видалити татуювання у вигляді метелика і закохується в лікаря дерматолога Стеллу (Сара Чок). Через постійні відмови Стелли, Тед організовує «двохвилинне побачення», яке дуже вразило Стеллу.
Барні спить з Робін, тим самим порушуючи Кодекс братана. Тед вирішує не спілкуватись з Барні, проте після ДТП, вони знову стають друзями. В кінці сезону Барні розуміє, що він справді кохає Робін, а Тед робить пропозицію Стеллі.

### Сезон 4
Стелла погоджується вийти заміж за Теда. Робін переїжджає в Японію на нову роботу, проте вона виявляється ще гіршою, ніж посада репортера каналу «МетроНьюс1», і Робін швидко повертається в Нью-Йорк, щоб потрапити на весілля Теда. Стелла кидає Теда біля вівтаря, аби повернутись до Тоні — батька її доньки.
Маршалл і Лілі переїжджають до своєї нової квартири. Робін отримує роботу ведучої на новинах о четвертій ранку. Робін переїжджає до Теда і вони вирішують спати разом. Це дуже засмучує Барні, і він зізнається Теду про свої почуття до Робін. В кінці сезону Робін дізнається про почуття Барні, і погоджується на стосунки із ним.
До Теда приходить Тоні і, бажаючи підтримати Теда, пропонує йому роботу викладача архітектури. Тед погоджується викладати в коледжі. Майбутній Тед, розповідаючи дітям про свій перший день у коледжі, каже, що однію із студенток була їх мама.

### Сезон 5
Робін і Барні з'ясовують стосунки та починають жити разом, проте скоро вони виявляють, що погано підходять один одному і вирішують розійтись друзями.
Робін починає зустрічатись з Доном, її партнером по ранковим новинам. Хоча спершу він їй не подобався, в подальшому вона переїжджає до нього жити. В кінці сезону вони розходяться, бо Дон приймає пропозицію нової роботи в Чикаго, від якої Робін відмовилась, аби не розлучатись із ним. Тед вирішує купити і відремонтувати напівзруйнований будинок, і він виявиться майбутнім житлом Теда та його дітей.
Лілі і Маршалл вагаються, чи заводити їм дітей. Після того, як вони побачили чотирьох двійників їхньої компанії (лесбійку Робін, вусатого Маршалла, стриптизершу Лілі та мексиканського борця Теда), вони вирішують покластись на «мудрість Всесвіту» і завести дитину, коли побачать двійника Барні. В останній серії Лілі бачить продавця хот-догів, який здається їй схожим на Барні, і вони вирішують завести дитину.

### Сезон 6
Тед повертається на посаду головного архітектора будівництва нового центрального офісу банку «Голіаф». Проте його думка змінюється, коли він зустрічає Зої Пірсон (Дженніфер Моррісон), одну з противниць зносу старого готелю «Аркадіан», на місці якого і мала розвернутися будова. Зої та Тед починають симпатизувати один одному, і після свого розлучення, Зої переїжджає до Теда. Проте Тед ставить свою кар'єру вище за любов, вони розлучаються і «Аркадіан» зносять.
Маршалл та Лілі намагаються зачати дитину. На Різдво Лілі помилково думає, що завагітніла, проте під час огляду вони зустрічають п'ятого двійника (Барні) — доктора Стенжела. Смерть батька спустошує Маршалла, він приймає рішення покинути «Голіаф», щоб зайнятись охороною навколишнього середовища. Зої наймає Маршалла, проте їхні спроби захистити «Аркадіан» виявляються марними. В кінці сезону Лілі виявляє, що вона вагітна.
Барні зустрічає свого справжнього батька — старого друга його матері Джерома Уіттакера. Проте, виявляється, що він змінився і вже не є тим відчайдухом, яким його пам'ятав Барні. Намагаючись навернути Джерома на старе, Барні сам приходить до висновку, що одного разу і він захоче спокійного життя. На День святого Валентина Робін знайомить Барні зі своє подругою Норою (Назанін Бон'яді). Ця дівчина одразу вразила його, проте він не хоче зізнаватись їй у своїх почуттях. Пізніше Барні запрошує Нору на побачення і отримує її згоду.
Робін отримує престижнішу роботу на «World Wide News». У 21-й серії Робін зустрічає своє таємне кохання, чоловіка (Майкл Трукко) з яким вона познайомилась в магазині, і Тед каже, що це буде їх не остання зустріч.
Наприкінці сезону показується коротка сцена, в якій Тед виступає в ролі дружби на весіллі Барні, і майбутній Тед каже, що саме там він зустрів свою майбутню дружину.

### Сезон 7
Тед і Барні згадують, як пройшло весілля Панча, на якому викрилось, що Лілі і Маршалл очікують дитину. Маршалл отримує посаду в компанії, яка займається захистом навколишнього середовища. Барні доводить Норі, що буде добрим бойфрендом, а у Робін повертаються почуття до Барні. Робін відвідує сеанси психоаналізу, після яких починає зустрічатись зі своїм психоаналітиком — Кевіном (Кел Пенн).
Згадуючи, як вони пережили ураган «Ірен», Барні та Робін сплять разом. Усвідомивши, що з ними сталось, вони вирішують розповісти про все своїм партнерам, щоб розпочати свої стосунки заново. Барні пориває стосунки із Норою, проте Робін вирішує залишитись із Кевіном.
Лілі та Маршалл вирішують переїхати на Лонг-Айленд в будинок, що їм подарував Лілін дідусь. Робін думає, що вона вагітна і батьком є Барні. Робін розповідає про це Барні, і вони усвідомлюють, що ще не готові завести дітей. На обстеженні в лікарні Робін дізнається, що вона безплідна. Робін розчарованою повертається додому і вирішує нікому не розповідати про це.
Лілі розповідає своєму батькові, що той скоро стане дідусем, і той одразу їде до них. За пару днів, він набридає їм і вони вирішують позбутись його. Проте, після аварії з електромережею, вони погоджуються залишитись з ним і ще на деякий час.
Барні починає зустрічатись зі стриптизеркою Квінн.

### Сезон 8
Лілі і Маршалл стають батьками. Барні і Квінн готуються до майбутнього весілля. Вікторія тікає з власного весілля з Тедом, не залишивши прощального листа Клаусу, проте Тед, не бажаючи миритися з такою ситуацією, вирішує взяти все у свої руки. Наприкінці 1-ї серії нам показують майбутню дружину Теда, що прикриває своє обличчя тїєю самою жовтою парасолькою; на майбутній дружині Теда одягнені туфлі з маленькою коричневою сумкою. Барні і Квінн складають шлюбний договір, але розуміють, що вони не підходять один одному і розлучаються. Маршалл і Лілі шукають опікуна своїй дитині на випадок їх смерті, в кінці четвертої серії ми дізнаємося, що ними стають Тед, Барні та Робін. Барні, засмучений розривом з Квінн, заводить «другого пілота» — пса Бровера. А Тед нарешті робить пропозицію Вікторії, але та ставить умову, що його дружбі з Робін повинен настати кінець. Тед відмовляється, і вони з Вікторією розлучаються. Барні робить пропозицію Робін, вона погоджується. Лілі і Маршалл збираються переїхати до Італії. Тед збирається переїхати до Чикаго. Маршаллу пропонують роботу судді. В кінці сезону глядачам представляють жінку (Крістін Міліоті), яка виступатиме на весіллі Барні і Робін і яка є мамою майбутніх дітей Теда.

### Сезон 9
Заключний, 9-й сезон почав транслюватися в США 23 вересня 2013. Дії цього сезону відбуваються переважно у готелі «Фаргемптон» в останній вікенд перед весіллям Барні та Робін. У цьому сезоні ми дізнаємося імена дітей Теда: Пенні та Люк. 200-й епізод розповідає про життя майбутньої дружини Теда до знайомства з ним. У фінальному епізоді з'ясовується, що після трьох років в шлюбі Барні та Робін вирішили розлучитися, а після чергової «близькості на одну ніч» Барні стає батьком. Маршалл стає суддею, у них з Лілі троє дітей. Дружина Теда, Трейсі МакКоннелл, помирає у 2024 році, за шість років до того, як Тед розпочав свою розповідь про те, як вони познайомились. По закінченні розповіді, за ініціативою дітей, Тед вирішує в черговий раз запросити Робін на побачення. Фінальний епізод завершується алюзією на перший сезон: Робін виглядає у вікно і бачить Теда, який тримає блакитну французьку валторну.
Оригінальна кінцівка серіалу викликала критику, зокрема серед шанувальників серіалу. В результаті на DVD-диску 9-го сезону вийшов альтернативний фінальний епізод, в якому було вирізано ряд моментів і зроблено нове озвучення вже голосом Теда з майбутнього (як і у всьому серіалі), що робить її більш реалістичною. В альтернативній версії "мама" залишається жива, Барні та Робін не розлучаються, а серіал закінчується зустріччю Теда і "мами".

## Сайти з серіалу
Всі сайти про які згадують в серіалі, існують або існували насправді.
- Barney's Blog (архів) — Протягом серіалу, Барні час від часу посилається на свій блог. Блог ведедться Метом Куном (Matt Kuhn) і підтримується CBS.[2]
- Barney's Twitter — CBS також підтримував мікроблог Барні на Твіттер.
- Internationalsuitupday.com (архів) — Міжнародний День Костюма 2014.
- Swarley.com (архів) — В кінці серії «Swarley», заради того, аби його перестали так називати, Барні намагається робити вигляд, що любить це нове його ім'я. Хоча цього і не було вказано у серії, про це був створений сайт під назвою swarley.com.
- TedMosbyIsAJerk.com — В серії «The Bracket» з'ясовується, що одна з Барніних «дівчат на одну ніч», якій він розповів, що є Тедом Мосбі (серія «Ted Mosby: Architect»), створила сайт TedMosbyIsAJerk.com. Також потім був створений сайт TedMosbyIsNotAJerk.com.
- Вебсайт з відео і фотографіями медового місяця Маршалла і Лілі, вони ніколи не показували в серіалі, але доступні як спеціальний додаток на DVD з Сезоном 3.
- LilyAndMarshallSellTheirStuff.com (архів) — В Сезоні 3, серія 19 (Everything Must Go) Маршалл зробив сайт, аби Лілі змогла продати свій одяг, щоби заплатити підряднику за вирівнювання підлоги в своїй новій квартирі. Сайт був оголошений в кінці серії, як фактичний інтернет-аукціоні пам'ятних речей з шоу. Кошти були надані Дитячій лікарні Лос-Анджелеса. Сайт був закритий після завершення аукціону.
- GuyForcesHisWifeToDressInAGarbageBagForTheNextThreeYears.com — Після пропозиції Маршалла створити сайт по реалізації Ліліного одягу, Лілі запропонувала це ім'я для сайту «ХлопецьПримушуєСвоюДружинуВдягатисяВПакетДляСміттяПротягомТрьохРоків». На її здивування, такий сайт вже був створений.
- Mysterious Dr X — Це сайт, Тедового таємничого образу — Доктора Х, який він придумав під час навчання у коледжі і згаданий у серії «The Possimpible».
- Barney's Video Resume — В серії «The Possimpible», Барні вказує, що створив своє відео резюме, котре він розмістив у мережі.
- The Wedding Bride — В серії «As Fast as She Can», згадується, що Тоні написав сценарій до фільму «Весільна Наречена», що мав великий успіх і мав «офіційний» сайт із трейлером. В цьому трейлері знялись Кріс Катан, Малін Акерман, Джейсон Льюїс в ролі Теда, Стелли та Тоні відповідно.
- canadiansexacts.org — В серії «Old King Clancy», Барні вказує на цей сайт, як джерело своїх знань, про канадські сексуальні стосунки і мав його ярлик у своєму ноутбуці. Канадський актор Алан Тіке зробив декілька камео для цього сайту.
- slapcountdown.com (архів) — У першій серії 3 сезону «Wait For It» Маршалл створює сайт з відліком часу до наступного ляпаса Барні. Згодом був створений інший сайт theslapbetcountdown.com, котрий відраховував лік до наступного ляпасу, приблизно 6 травня 2013 року.
- itwasthebestnightever.com — В 4 серії «The Sexless Innkeeper» 5 сезону Маршалл, Лілі, Барні і Робін влаштовують «подвійне побачення». Після цього Маршалл створює сайт, на якому розміщує відеокліп з фотографіями з того вечора. Як музичний супровід він використовує власну пісню, в якій співається про те, як вони здорово провели час.
- bigbusinessjournal.com, extremitiesquarterly.com and balloonexplorersclub.com — Частина схеми Барні по «зйому» краль під назвою «Лоренцо фон Маттерхорн» (The Lorenzo Von Matterhorn). Сайт lorenzovonmatterhorn.com дає загальну інформацію про «Лоренцо фон Маттерхорна».
- grademyteacher.net — В 4 серії 6 сезону, Маршалл нагадує про цей сайт Теду, котрий хотів дізнатись про оцінювання якості свого викладання. Результат його розчарував.
- notafathersday.com — В 7 серії 2 сезону, Барні створив цей сайт, як частину впровадження нового свята — День Неодружених Бездітних Чоловіків.
- StinsonBreastReduction.com та LinsonBreastLawsuit.com — в 4 серії 7 сезону Барні розповідає друзям, що обманює дівчат видаючи себе за пластичного хірурга доктора Стінсона, що спеціалізується на зменшенні грудей, а також за юриста Лінсона, котрий захищає жінок, постраждалих цього шахрая.
- PuzzlesTheBar.com — Сайт про бар, який відкрили Тед та Барні в квартирі Теда (7 сезон, 13 серія).

## Нагороди та номінації
| Рік  | Результат | Категорія                                                                | Премія                                    | Отримувач                                       |
| ---- | --------- | ------------------------------------------------------------------------ | ----------------------------------------- | ----------------------------------------------- |
| 2006 | Перемога  | Outstanding Art Direction for a Multi-Camera Series                      | Еммі                                      | Команда                                         |
| 2006 | Перемога  | Outstanding Cinematography for a Multi-Camera Series                     | Еммі                                      | Команда                                         |
| 2006 | Номінація | Favorite New Television Comedy                                           | Вибір народу (премія)                     | Серіал                                          |
| 2007 | Перемога  | Outstanding Art Direction for a Multi-Camera Series                      | Еммі                                      | Команда                                         |
| 2007 | Номінація | Outstanding Multi-Camera Picture Editing for a Series                    | Еммі                                      | Команда                                         |
| 2007 | Номінація | Outstanding Supporting Actor in a Comedy Series                          | Еммі                                      | Ніл Патрік Гарріс                               |
| 2007 | Номінація | Choice TV Actor: Comedy                                                  | Teen Choice Awards                        | Ніл Патрік Гарріс                               |
| 2008 | Перемога  | Outstanding Art Direction for a Multi-Camera Series                      | Еммі                                      | Команда                                         |
| 2008 | Номінація | Outstanding Supporting Actor in a Comedy Series                          | Еммі                                      | Ніл Патрік Гарріс                               |
| 2008 | Номінація | Favorite Scene Stealing Star                                             | Вибір народу (премія)                     | Ніл Патрік Гарріс                               |
| 2008 | Номінація | Choice TV Show: Comedy                                                   | Teen Choice Awards                        | Актори та Команда                               |
| 2008 | Номінація | Choice TV Actor: Comedy                                                  | Teen Choice Awards                        | Ніл Патрік Гарріс                               |
| 2009 | Номінація | Outstanding Comedy Series                                                | Еммі                                      | Команда                                         |
| 2009 | Номінація | Outstanding Supporting Actor in a Comedy Series                          | Еммі                                      | Ніл Патрік Гарріс                               |
| 2009 | Перемога  | Outstanding Art Direction for a Multi-Camera Series                      | Еммі                                      | Команда                                         |
| 2009 | Номінація | Outstanding Picture Editing for a Comedy Series                          | Еммі                                      | Команда                                         |
| 2009 | Номінація | Best Performance by an Actor in a Supporting Role                        | Золотий глобус                            | Ніл Патрік Гарріс                               |
| 2009 | Номінація | Favorite Scene Stealing Guest Star                                       | Вибір народу (премія)                     | Брітні Спірс                                    |
| 2009 | Номінація | Outstanding Achievement in Comedy                                        | TCA Awards                                | Серіал                                          |
| 2009 | Номінація | Individual Achievement in Comedy                                         | TCA Awards                                | Ніл Патрік Гарріс                               |
| 2010 | Номінація | Best Performance by an Actor in a Supporting Role                        | Золотий глобус                            | Ніл Патрік Гарріс                               |
| 2010 | Перемога  | Favorite TV Comedy Actress                                               | Вибір народу (премія)                     | Елісон Ганніган                                 |
| 2010 | Номінація | Outstanding Supporting Actor in a Comedy Series                          | Еммі                                      | Ніл Патрік Гарріс                               |
| 2010 | Номінація | Outstanding Original Music And Lyrics                                    | Еммі                                      | Команда                                         |
| 2010 | Номінація | Outstanding Art Direction For A Multi-Camera Series                      | Еммі                                      | Команда                                         |
| 2010 | Номінація | Outstanding Hairstyling For A Multi-Camera Series Or Special             | Еммі                                      | Команда                                         |
| 2011 | Номінація | Favorite TV Comedy Actress                                               | Вибір народу (премія)                     | Елісон Ганніган                                 |
| 2011 | Перемога  | Favorite TV Comedy Actor                                                 | Вибір народу (премія)                     | Ніл Патрік Гарріс                               |
| 2011 | Номінація | Favorite TV Comedy                                                       | Вибір народу (премія)                     | Актори та Команда                               |
| 2011 | Перемога  | Best Supporting Actor in a Comedy Series                                 | Вибір телевізійних критиків               | Ніл Патрік Гарріс                               |
| 2011 | Перемога  | Outstanding Picture Editing For A Comedy Series (Single Or Multi-Camera) | Еммі                                      | Команда                                         |
| 2011 | Номінація | Outstanding Art Direction For A Multi-Camera Series                      | Еммі                                      | Команда                                         |
| 2011 | Номінація | Outstanding Directing For A Comedy Series                                | Еммі                                      | Команда                                         |
| 2011 | Номінація | Outstanding Makeup For A Multi-Camera Series Or Special (Non-Prosthetic) | Еммі                                      | Команда                                         |
| 2011 | Номінація | Outstanding Cinematography For A Multi-camera Series                     | Еммі                                      | Команда                                         |
| 2012 | Перемога  | Favorite TV Comedy                                                       | Вибір народу (премія)                     | Актори та команда                               |
| 2012 | Перемога  | Favorite TV Comedy Actor                                                 | Вибір народу (премія)                     | Ніл Патрік Гарріс                               |
| 2012 | Перемога  | Favorite TV Guest Star                                                   | Вибір народу (премія)                     | Кеті Перрі                                      |
| 2012 | Номінація | Choice TV Actor Comedy                                                   | Teen Choice Awards                        | Ніл Патрік Гарріс                               |
| 2012 | Перемога  | Favorite TV Comedy Actress                                               | People's Choice Award                     | Елісон Ганніган                                 |
| 2012 | Номінація | Episode of a Multi-Camera, Variety or Unscripted Series                  | Американської гільдії художніх керівників | Серіал                                          |
| 2012 | Перемога  | Outstanding Multi-Camera Picture Editing for a Comedy Series             | Еммі                                      | Команда                                         |
| 2012 | Номінація | Outstanding Makeup for a Multi-Camera Series or Special (Non-Prosthetic) | Еммі                                      | Команда                                         |
| 2012 | Номінація | Outstanding Cinematography for a Multi-Camera Series                     | Еммі                                      | Команда                                         |
| 2012 | Номінація | Outstanding Art Direction for a Multi-Camera Series                      | Еммі                                      | Команда                                         |
| 2013 | Номінація | Favorite TV Comedy                                                       | Вибір народу (премія)                     | Актори та команда                               |
| 2013 | Номінація | Favorite TV Comedy Actor                                                 | Вибір народу (премія)                     | Ніл Патрік Гарріс                               |
| 2013 | Перемога  | Best Supporting Actress — Comedy                                         | EWwy Awards                               | Кобі Смолдерс                                   |
| 2013 | Перемога  | Outstanding Multi-Camera Picture Editing for a Comedy Series             | Еммі                                      | Команда                                         |
| 2013 | Номінація | Outstanding Makeup for a Multi-Camera Series or Special (Non-Prosthetic) | Еммі                                      | Команда                                         |
| 2013 | Перемога  | Outstanding Cinematography for a Multi-Camera Series                     | Еммі                                      | Команда                                         |
| 2013 | Номінація | Outstanding Art Direction for a Multi-Camera Series                      | Еммі                                      | Команда                                         |
| 2014 | Номінація | Favorite TV Comedy                                                       | People's Choice Awards                    | Команда                                         |
| 2014 | Номінація | Favorite TV Comedy Actor                                                 | People's Choice Awards                    | Ніл Патрік Гарріс                               |
| 2014 | Номінація | Favorite TV Bromance                                                     | People's Choice Awards                    | Ніл Патрік Гарріс, Джейсон Сіґел та Джош Реднор |
| 2014 | Номінація | Favorite TV Gal Pals                                                     | People's Choice Awards                    | Кобі Смолдерс та Елісон Ганніган                |